# Televisão em Alagoas
A Televisão em Alagoas tem início na década de 1960, com transmissões vindas do estado vizinho: Pernambuco. Os problemas de transmissão foram resolvidos somente no ano de 1975 quando entrava em caráter experimental à emissora TV Gazeta de Alagoas, canal 7 em Maceió. Com a inauguração da TV Alagoas em 1982, trouxe aos alagoanos pela primeira vez a emissora paulista SBT, sendo responsável pelo sucesso de programas como A Vez do Povo na TV com Sabino Romariz (versão local do programa de rede de muito sucesso apresentado por Wilton Franco). O programa ficou no ar até 1989. Outros programas como Pell Marques Show, Jornal da Praia na TV, Cadeia e Boletim de Ocorrência também fizeram história.
No ano de 1984, o governo alagoano consegue implantar pela primeira vez seu canal educativo: a TV Educativa de Alagoas, canal 3, retransmitindo a programação da TV Educativa do Rio de Janeiro. A TV Pajuçara inaugurada no ano de 1992, trouxe ao estado pela primeira vez a utilização do sistema de vídeo Betacam (até então predominava o U-Matic). Somente no ano de 2002 estreou o primeiro programa de auditório ao vivo da televisão alagoana, o Vida Show na TV. A transmissão nas cidades do interior de Alagoas se torna melhor com as transmissões via satélite.
No dia 15 de setembro de 2010, de maneira inesperada, a TV Alagoas deixa o SBT e assina com a Rede Mundial (emissora pertencente à Igreja Mundial do Poder de Deus). O SBT entrou com processo contra a ex-afiliada por quebra de contrato (que previa transmissão da rede até 2012).
Com o crescimento da TV por assinatura no estado, diversas emissoras foram inauguradas como TV Maceió, TNH1 TV e Cada Minuto TV. A TV Digital em Alagoas teve início no dia 29 de novembro de 2010, inicialmente na cidade de Maceió, pelo padrão SBTVD (Sistema Brasileiro de Televisão Digital), o mais completo e avançado do mundo, desde então a televisão cresceu no estado e hoje representa um fator importante na cultura popular moderna do povo alagoano.

## História

### Década de 1960
Na década de 1960 o estado de Alagoas não possuía seu sinal próprio, suas transmissões vinham diretamente de uma receptora instalada no alto da Serra da Mariquita, com um sistema precário, suas imagens eram levadas para os telespectadores com distorções, chuviscos e em preto em branco, além disso, as constantes interrupções por falta de energia elétrica. A população de Alagoas recebia programações de emissoras como TV Jornal de Recife, Canal 2, pertencente ao grupo F. Pessoa de Queiroz, que na época era considerado um dos mais modernos do país, retransmitia ainda parte da programação da TV Excelsior, emissora carioca que se notabilizou por grandes produções de shows e novelas, e que durou de 1960 a 1970.
No canal 2 de Recife se destacavam os programas de auditório, como o ‘’’Você Faz o Show’’’, com Fernando Castelão. A estação repetidora, a partir do final dos anos 60, passou a retransmitir a programação da TV Rádio Clube - Canal 6 de Recife, (emissora dos Diários Associados, integrante da Rede Tupi de Televisão), com importantes produções de novelas, shows, e produção de programas locais, como o Falando de Cinema e Jorge Chau, que faziam muito sucesso em Maceió. Um fato marcante é que aos poucos, temas do cotidiano e anúncios de empresas alagoanas passaram a ser exibidas pelo Canal 6. Os jogos que fizeram parte da inauguração do Estádio Rei Pelé e a inauguração da urbanização da praia de Pajuçara (1974), por exemplo, foram mostrados na TV Rádio Clube. Na época Alagoas era um dos poucos estados do Brasil que não tinha uma emissora de TV local.

### Década de 1970
Os problemas de transmissão foram resolvidos somente no ano de 1975 quando entrava em caráter experimental o canal 7 da TV Gazeta, a emissora pertencia ao senador alagoano Arnon de Mello, pai do ex-presidente do Brasil, Fernando Collor de Mello. Sua inauguração oficial ocorreu em 27 de setembro de 1975 e na época da inauguração o canal estava entre as 5 emissoras de TV mais bem-equipadas do país. Não por acaso o slogan adotado pela TV Gazeta era: "TV Gazeta de Alagoas, A NOSSA". A programação da época começava às 15h00min, com a apresentação do programa local ao vivo "O Mundo Maravilhoso da Criança", apresentado por Tia Fernanda. A televisão em cores já era uma realidade no Brasil desde a Festa da Uva de 1972, mas os programas locais da TV Gazeta ainda eram em preto e branco, com câmeras de um tubo, que tinham como característica principal deixarem rastros de luz na tela.
Afiliada da Rede Globo, a emissora recebia VTs da programação nacional direto da TV Globo Nordeste (Canal 13 de Recife) que vinham em fitas quadruplex. As novelas eram exibidas em Maceió com duas semanas de atraso, e era comum as pessoas viajarem e contarem, na volta, o que iria acontecer. O programa Sílvio Santos, ainda na Globo, chegava a ser exibido com um mês de atraso, somente o Jornal Nacional e o Fantástico eram ao vivo. A programação saía do ar às 23 horas, com a exibição em telecine (sistema de exibição de filmes em película) da série Sherlock Holmes, dos anos 30, estrelada por Basil Rathbone. À meia-noite, eram encerrada as transmissões de televisão.
Os comerciais eram exibidos em tambor de slide, sistema manual que era comum na época. Só no começo dos anos 80 os comerciais passaram a ser exibidos totalmente em VT. Outros programas merecem destaque nos primórdios da TV Gazeta: o Sábado Maior, apresentado ao vivo pelo radialista Luiz Tojal, com suas gincanas estudantis e o Esporte no 7 (apresentado por Márcio Canuto). Em 1976, Tojal comemorou o aniversário de seu programa com uma transmissão ao vivo, no Teatro Deodoro. Para tanto foi deslocado um ônibus de externa de Recife. No mesmo ano, a TV Gazeta transmitiu diversos jogos em parceria com a TVE Rio. Um deles, foi o jogo entre Botafogo X CRB, com a vitória do time carioca por 2 a 1. Naquela tarde, os alagoanos puderam ver, ao vivo, o cruzamento de Silva e o gol de cabeça de Joãozinho Paulista, com narração de Januário de Oliveira, da TVE.
No ano de 1979, o Grupo Sampaio desmentiu que o então Governador de São Paulo, Paulo Maluf, tivesse assumido o controle acionário de 60% do projeto da TV Alagoas, mas sim ajudou o empreendimento ao garantir o empréstimo junto ao Banespa.

### Década de 1980
Em 30 de janeiro de 1982 entra no ar a TV Alagoas, emissora afiliada ao SBT. O slogan da emissora, como resposta à TV Gazeta era: "TV Alagoas: A DE TODOS" O canal foi um dos primeiros afiliados ao recém criado Sistema Brasileiro de Televisão e responsável pelo sucesso de programas como “A vez do povo na TV’’ com Sabino Romariz (Versão local do programa de rede de muito sucesso apresentado por Wilton Franco). O programa ficou no ar até 1989, outros programas como “Pell Marques Show”, “Jornal da Praia na TV”, “Cadeia” e “Boletim de Ocorrência” também fizeram história.
A TV Alagoas foi responsável por um dos maiores marcos do telejornalismo local, o programa “Alagoas na TV” que se destacava pela quantidade de tempo que ficava no ar ao vivo, diariamente de 8 às 14 horas e por sua agilidade em informar os fatos do dia. A emissora se notabilizou também pelos eventos ao vivo, como o Maceió Fest, realizados nos anos 90, transmitindo também para todo o Brasil, Via Satélite. Em 1986, a emissora se tornou afiliada à Rede Manchete.
No ano de 1984, o governo alagoano consegue implantar pela primeira vez seu canal educativo: a TV Educativa de Alagoas, canal 3 em Maceió, retransmitindo a programação da TVE do Rio de Janeiro. A emissora ficou sob responsabilidade do Instituto de Tecnologia Educacional do Estado de Alagoas, a emissora passou anos sucateada, com sinal instável e insistia em limitando-se a retransmitir precariamente a programação da TVE-RJ.
Foi finalizado o acordo selado entre o presidente José Sarney e o senador Guilherme Palmeira pelo voto dos cinco anos de mandato. A concessão da TV Pajuçara terá contrato de até 15 anos além do canal outras três estações de rádio (uma AM e três (sic) FM) foi publicada no Diário Oficial da União.

### Década de 1990
Em 11 de janeiro de 1992 foi criada a TV Pajuçara, canal 11 em Maceió, emissora afiliada ao SBT. A emissora foi a primeira a utilizar o sistema de vídeo Betacam (Até então predominava o U-Matic). Suas reportagens eram gravadas em câmeras Hi-8, depois substituídas porque suas fitas eram muito suscetíveis a drop-out (ranhuras no vídeo). A TV também expandiu seu sinal, num arrojado processo de interiorização, alcançando 98% dos lares alagoanos.
Em 21 de maio de 1992, os problemas entre disputa da TV Gazeta tomaram conhecimento para o povo alagoano, os irmãos Pedro e Fernando Collor de Mello disputaram o comando da Organização Arnon de Mello, que contava com três emissoras de rádio, uma de TV, e o jornal. As empresas faturaram em 1991 cerca de US$ 14 milhões.
Pedro Collor afirmava que seu irmão deixou as empresas quase na falência, no ano de 1979, quando Collor assumiu a direção das Organização Arnon de Mello. A empresa sofria problemas de liquidez, para Pedro Mello, Fernando Collor foi o responsável pelo período de decadência das empresas.

### Década de 2000
Somente em 2002 estreou o primeiro programa de auditório ao vivo da televisão alagoana o "Vida Show na TV". A transmissão a cidades do interior de Alagoas se torna melhor com as transmissões via satélite.
A TV Pajuçara Agreste-Sertão foi fundada no dia 20 de julho de 2006, retransmitindo sinal da mesma emissora em Maceió, mas que normalmente exibe propagandas e programas locais em Arapiraca e região.
Em 23 de julho de 2006, a TV Pajuçara passou a transmitir a programação nacional da Rede Record, juntamente com a TV Pajuçara Agreste-Sertão, integrando sua grade de programação com uma linha de produtos diversificada e de reconhecido padrão de qualidade desenvolvido pela Rede Record.
A emissora inaugura em 18 de janeiro de 2009 uma repetidora no município de Murici, cerca de 50 km de Maceió. A repetidora recebe o sinal pelo satélite, a qual a emissora tem pelo satélite, até então a emissora fazia transmissão através de micro-ondas
Em 25 de fevereiro, a repetidora da TV Diário em Arapiraca, que exibia a programação da TV Diário para o centro de Alagoas, passa a exibir a programação da RedeTV! depois que a TV Diário deixou de ser exibida pelas parabólicas após controversa pressão da Rede Globo ao Grupo Verdes Mares que controla a rede e a afiliada da Globo no Ceará.
Entra no ar, em 2005, a emissora TV Maceió canal 2 da TV por assinatura Jet, cobrindo oito municípios da Grande Maceió. Em 2010 torna-se afiliada a TV Diário. A TV Maceió, como emissora independente, foi a primeira emissora de sinal fechado e independente de Alagoas. Em sua grade destacam-se os programas esportivos, jornalísticos e de entretenimento. É a única emissora de Alagoas disponível 24 horas também na internet, através do site maceioagora.com.br.
Entra no ar, em 2008, a emissora TV Cidade canal 9, afiliada com a Rede Mulher. Com a extinção da Rede Mulher, a TV Cidade torna-se afiliada Record News, atualmente, único canal de notícias 24 horas na TV aberta do país.
Com uma parceria entre a Novo Tempo a TV Farol, canal 16, entra no ar no dia 20 de novembro de 2009 com transmissão para Maceió e Região Metropolitana, inicialmente o telespectador acompanhará a programação da Novo Tempo 24h por dia, até que a geradora comece a produzir programas locais. Depois de quatro anos retransmitindo a TV Novo Tempo, a TV Farol passa a retransmitir para Alagoas a TV Cultura em TV Aberta, tornando-se assim, nova afiliada de uma emissora com foco cultural e educativo, no dia 17 de dezembro de 2014.

### Polêmicas na televisão alagoana
No dia 15 de setembro (de que ano?), de maneira inesperada, a TV Alagoas deixa o SBT e assina com a Rede Mundial (emissora pertencente à Igreja Mundial do Poder de Deus). O SBT entrou com processo contra a ex-afiliada por quebra de contrato (que previa transmissão da rede até 2012).
Morre Geraldo Sampaio proprietário da emissora TV Alagoas, aos 82 anos, no dia 11 de abril de 2010, um domingo, às 15h30min, no Hospital Memorial Arthur Ramos. Sua morte foi causada por falência múltipla dos órgãos, causada por problemas renais e hepáticos.
No dia 12 de maio de 2010, o site UOL divulga que a partir do dia 1 de junho, a TV Alagoas volta a transmitir a programação do SBT, com novo acordo de duração de dez anos, mais do que os 5 anos do anterior (2007-2012).
| “ | A TV Alagoas se arrependeu por ter trocado o SBT pela Rede Mundial e agora volta atrás devido à pressão dos telespectadores. | ” |

Segundo informações divulgadas pela imprensa, foi a pressão e reclamações dos telespectadores, executivos do SBT, o excesso de programação religiosa e quase nenhum conteúdo de entretenimento, o IBOPE da emissora passou a beirar o traço, levou a TV Alagoas decidir rescindir contrato e voltar à antiga rede, depois de 8 meses.
A notícia sobre a volta do SBT em Alagoas foi confirmada pela emissora de Silvio Santos em 13 de março, que segundo a rede, desde que a TV Alagoas deixou a emissora pela Rede Mundial, "a audiência da emissora caiu praticamente a zero ponto".A notícia foi reproduzida em diversos sites televisivos. No dia 17 de maio a TV Gazeta faz uma reformulação em seus telejornais. No dia 31 de maio de 2010, o SBT retornou para Alagoas.

### Atualmente
Em 2010 a Rede 21 passa a ser transmitida para Maceió no canal 18, no mesmo ano a Rede TV! passa a transmitir na capital no canal 20.
As duas maiores emissoras do estado investiram no sistema digital. A TV Pajuçara inaugurou seu novo sinal e a TV Gazeta fez concessão do seu canal digital e lançou-o no dia 17 de novembro, e oficialmente no dia 29, nova logomarca, e investimentos futuros em alguns programas entre eles Bom dia AL, ALTV 1ª e 2ª edição, AL Esporte, Globo Esporte, Gazeta Rural e Terra e Mar passam a ser exibidos em HD.
No dia 21 de junho de 2011, a TV Pajuçara solicitou ao IBOPE que Maceió passe a ser uma das capitais brasileiras a contar com um sistema de medição de audiência das emissoras locais em tempo real (peoplemeter), o sistema tem que ser aprovado por todas as emissoras alagoanas.
No dia 2 de agosto de 2011, foi inaugurada a nova torre e antena de transmissão do IZP (Instituto Zumbi dos Palmares), com as quais amplia-se o sinal da TV Educativa de Alagoas para cidades vizinhas de Maceió, alcançando assim, mais de 1 milhão de alagoanos.
Carlos Moreira, esposo da apresentadora do Pajuçara Manhã, Amanda Gromboni pediu demissão, em 2011, o jornalista foi contratado pela PSCOM em meados de julho de 2010 e desde então deu mais credibilidade ainda ao jornalismo da emissora, para substituí-lo foi contratado o então repórter Thiago Correia que tinha acabado de sair da TV Gazeta, afiliada da Rede Globo, após ter negociado sua ida para o (PSCOM).
No dia 29 de setembro de 2011, a TV Alagoas perde seu Diretor Presidente, empresário Juca Sampaio. Juca faleceu aos 50 anos, em São Paulo, em decorrência de complicações pós-operatórias.
Dois programas saíram da grade de programação: Pajuçara Esporte apresentado por Edson Moura, agora foi substituído pelo Pajuçara Esporte Clube que é agora transmitido dentro do Fique Alerta duas vezes na semana; e o Com Estilo que era apresentado por James Silver a TV Pajuçara não tinham mais o horário nobre disponível para a transmissão do Com Estilo.
Em contrapartida, Edson Moura passou a apresentar o programa Pajuçara Auto, com as novidades do mercado automobilístico.
Em 4 de dezembro de 2012, o Pajuçara Sistema de Comunicação (PSCOM) lançou o segundo canal de televisão fechada em Alagoas, o TNH1 TV, canal 26 da NET.
Fim das atividades da emissora alagoana TV Massayó.
Em 2013 a Organização Arnon De Mello (OAM) conta com mais um canal de TV, a TV Mar canal 25 da NET.
A TV Alagoas vende mais de 50% das suas ações para um grupo nordestino, que também é dono da TV Ponta Negra (SBT) de Natal - Rio Grande do Norte.
A Rede TV!, canal 20 deixa de ser retransmitido em Maceió e em outras cidades, em seu lugar passa a ser transmitido o RBI TV, que exibe programas da TV UNIP e da Igreja Plenitude.
A TV Alagoas estreia novos programas e reformulação do Plantão Alagoas, todos com o mesmo padrão da TV Ponta Negra do Rio Grande do Norte. Tudo De Bom apresentado por Fabíola Aguiar e Márcio Freire, Voz Na Comunidade apresentado por GG Sampaio, Plantão Alagoas apresentado por Sikêra Jr., Jornal do Dia apresentado por Rachel Amorim.
O ALTV 1º Edição passa a ser ancorado por Thaíse Cavalcante.
A TV Pajuçara anuncia no Prêmio Guerreiros da Criação, Gilka Mafra como nova contratada.
A TV Farol deixa a filiação com a TV Novo Tempo, e passa a ser afiliada da TV Cultura. Mas duas semanas após deixar de transmitir o sinal da TV Cultura para Alagoas. A TV Cultura voltou a ser exibida em Maceió.
A TNH1 TV deixa de ser transmitido na TV Paga, e passa a ser um canal na internet.
Em 21 de setembro de 2015, a TV Gazeta de Alagoas estreou seu novo logotipo e sua nova identidade visual, com as cores da Globo.
No dia 09 de junho de 2016, após uma votação popular à TV Alagoas passou à se chamar TV Ponta Verde.

## TV por assinatura
De acordo com a Agência Nacional de Telecomunicações (Anatel) o número de assinantes cresceu 50,2% em 2010, nos primeiros oito meses do ano, alcançando um total de 65 134 usuários no estado. Com isso Alagoas é a nona maior taxa de incremento no ranking nacional.
TVs por assinatura em operação Alagoas
- Oi TV
- Sky Brasil
- Claro TV